# جون براون (سياسي أسترالي)
جون براون (بالإنجليزية: John Brown)‏ هو سياسي أسترالي، ولد في 19 ديسمبر 1931 في سيدني في أستراليا. حزبياً، نشط في حزب العمال الأسترالي. وقد انتخب عضو مجلس النواب الأسترالي عن دائرة Division of Parramatta ‏ (10 ديسمبر 1977 – 19 فبراير 1990).

## روابط خارجية
- جون براون على موقع أوليمبيديا (الإنجليزية)